# Ruairí O’Brien
Ruairí O’Brien (* 1962 in Dublin) ist ein irischer Architekt, Lichtplaner und Künstler.

## Leben
O’Brien wuchs in Dublin (Irland) auf und besuchte dort das Blackrock College. Anschließend studierte er Architektur an der University of Greenwich und an der University of Westminster in London, an der University of Edinburgh in Edinburgh und an der Columbia University in New York. Berufserfahrung sammelte er als Projektarchitekt in London, New York, Frankfurt am Main, Hamburg, Dresden und Berlin.
Er ist Mitglied des Royal Institute of British Architects, Mitglied in der Architektenkammer Sachsen, war bis 2013 Mitglied der Professional Lighting Designer’s Association (PLDA) und ist seit 2014 Vizepräsident der Federation of International Lighting Designers (FILD).
Im Jahre 1995 gründete O’Brien das Architekturbüro „robarchitects“, das später durch „robvisions“ ergänzt wurde. Das Studio „robvisions“ vereinte dabei O’Briens Kunst und Kulturprojekte. Seit 2009 wird das Architekturbüro unter dem Namen „Ruairí O’Brien. Architektur. Licht. Raumkunst.“ geführt. 2010 gründete er das Lichtplanungsunternehmen „archevolucio Ltd.“ (firmiert seit 2015 unter dem Namen "Ruairí O'Brien. Lichtdesign.") und 2014 die „Mobile School of Lighting Design“. O’Brien ist gelegentlich auch freiberuflich als Cartoonist und als Autor für den OECD Observer tätig.
O’Brien lebt und arbeitet seit 1991 in Deutschland. Er wohnt mit seiner Familie in einem selbst entworfenen Niedrigenergiehaus im Dresdner Stadtteil Kaditz.

## Sonstiges
Seit 2017 ist O’Brien Associate Professor für Architecture & Visual Design an der German University in Cairo.
Als Inhaber einer Gastprofessur baute O’Brien 2001–2005 den internationalen Masterstudienganges Architectural Lighting Design an der Hochschule Wismar mit auf.
-
Ruairí O’Brien war von 2011 bis 2013 Präsident der internationalen Erich Kästner Gesellschaft und ist Vorstandsvorsitzender des Fördervereins für das Erich Kästner Museum in Dresden.
O’Brien entwarf das Konzept des kurzzeitig in Dresden gelegenen Plattenbaumuseums Betonzeitschiene, welches 2007, drei Jahre nach Eröffnung, wieder entfernt wurde. Weiterhin betätigte er sich als Mitglied der Arbeitsgruppe zur Entwicklung des Kulturleitbildes der Stadt Dresden und Begründer des Arbeitskreises für Kinder und Architektur in der Bauakademie of Northern Europe (2001–2005).
Sein Beitrag zum Wettbewerb für das Europäische Zentrum für Bildung und Kultur Zgorzelec/Görlitz - Meetingpoint Music Messiaen gewann 2009 zwar den 1. Preis, wurde aber „… wegen Nichterfüllung von Wettbewerbsbedingungen aus formalen Gründen ausgeschlossen …“ O’Brien klagte gegen den Meetingpoint Music Messiaen e.V. auf Zahlungsanspruch für seine nach dem Wettbewerb beauftragten erbrachten Entwurfsleistungen. 2013 fällte das Landgericht Görlitz ein Grundurteil zugunsten O’Briens.
Von 2013 bis 2017 war O’Brien Vorstandsmitglied der Architektenkammer Sachsen und Vorsitzender des Ausschusses Öffentlichkeitsarbeit der Architektenkammer Sachsen.

## Werke (Auswahl)
Architektur/Lichtplanung/Stadtplanung

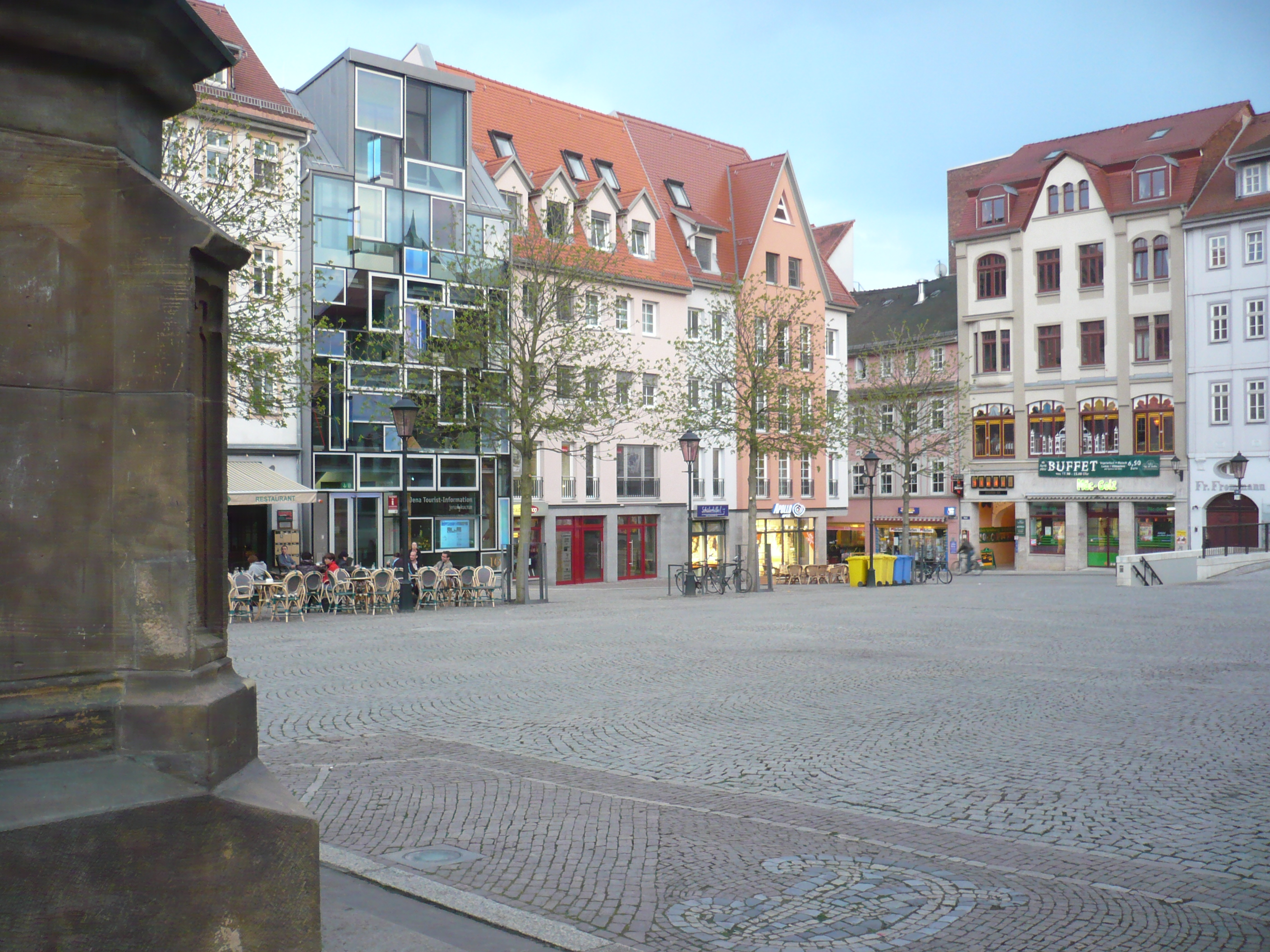
Hologrammfassade Jena - Markt 16 (Architekt: Ruairí O'Brien)

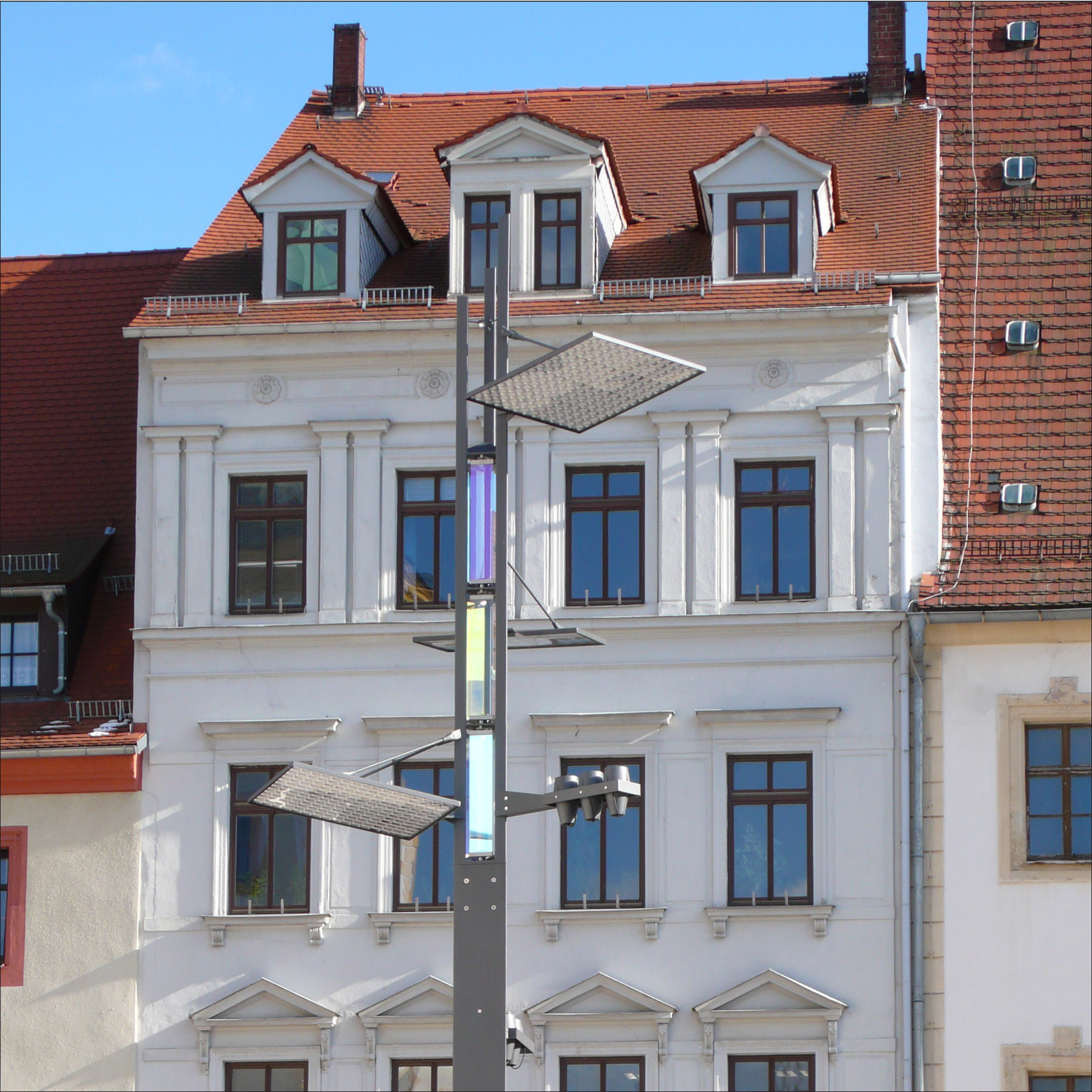
Lichtmast mit Tageslichtwirkung und indirekter Beleuchtung, Marktplatz Freiberg/Sachsen (Architekt/Lichtdesigner: Ruairí O'Brien)

- Lichtmasterplan Bahnhofstraße Lichtenrade, Berlin (2018)
- Gestaltfibel Bahnhofstraße Lichtenrade, Berlin (2017)
- Haus Bramsch in Dresden-Friedrichstadt (2014)[10]
- Lichtplanung Bäckerstraße in Torgau,  Sachsen (2012)[11]
- Gestaltung und Lichtplanung historischer Obermarkt Freiberg,  Sachsen (2011)[12]
- Hologrammfassade Stadtspeicher Jena am Markt 16, Jena/Thüringen (2008)[13][14]
- Haus Evolucio - Modulkonzept Architektenhaus für Jedermann (2007).

Museum/Gedenkstätten/Ausstellung
- Gedächtniswand „Slaughterhouse-Five“ - Kurt Vonnegut in der Messe Dresden/Sachsen (2012)
- "Museumslabor" - interaktiver Labor- und Experimentierraum, in dem die Teilnehmer Museumsgeschichte anlässlich des Jubiläums "450 Jahre Staatliche Kunstsammlungen Dresden" nachvollziehen konnten, Staatliche Kunstsammlungen Dresden (2010)[15]
- Licht- und Informationsskulptur „89“ (2009)[16] zum Lichtfest Leipzig 2009 anlässlich des 20. Jubiläums der Friedlichen Revolution[17] in Leipzig/Sachsen
- „Himmelweit“ - Ausstellung zum 20. Jubiläum der Friedlichen Revolution in der Gedenkstätte Bautzner Straße in Dresden (2009)[18]
- „Travelling micromuseum Exhibition“ - Wanderausstellung für das Erich Kästner Museum Dresden, die bisher nach Tokio/Japan (2005), Salzburg/Österreich (2006), London/UK (2007/2008), Omsk/Russland (2013) und Washington, D.C./USA (2014) reiste[19]
- „Gartenpost - Fürst Pückler in England - England in Bad Muskau“ Sonderausstellung im Neuen Schloss des Fürst-Pückler-Parkes Bad Muskau/Sachsen (2005)[20][21]
- Gedenkstätte Ehrenhain Zeithain, Stalag IV H, Zeithain/Sachsen (2003)[22]
- Betonzeitschiene-micromuseum für Plattenbau, Stadtgeschichte und Stadtidentität in Dresden/Sachsen (2002–2005)[23]
- „Der Virtuelle Mensch“ für das Deutsche Hygiene-Museum Dresden (Projekt zur EXPO 2000)[24]
- Erich Kästner Museum - „mobiles interaktives micromuseum“, Villa Augustin am Albertplatz, Dresden/Sachsen (1999)

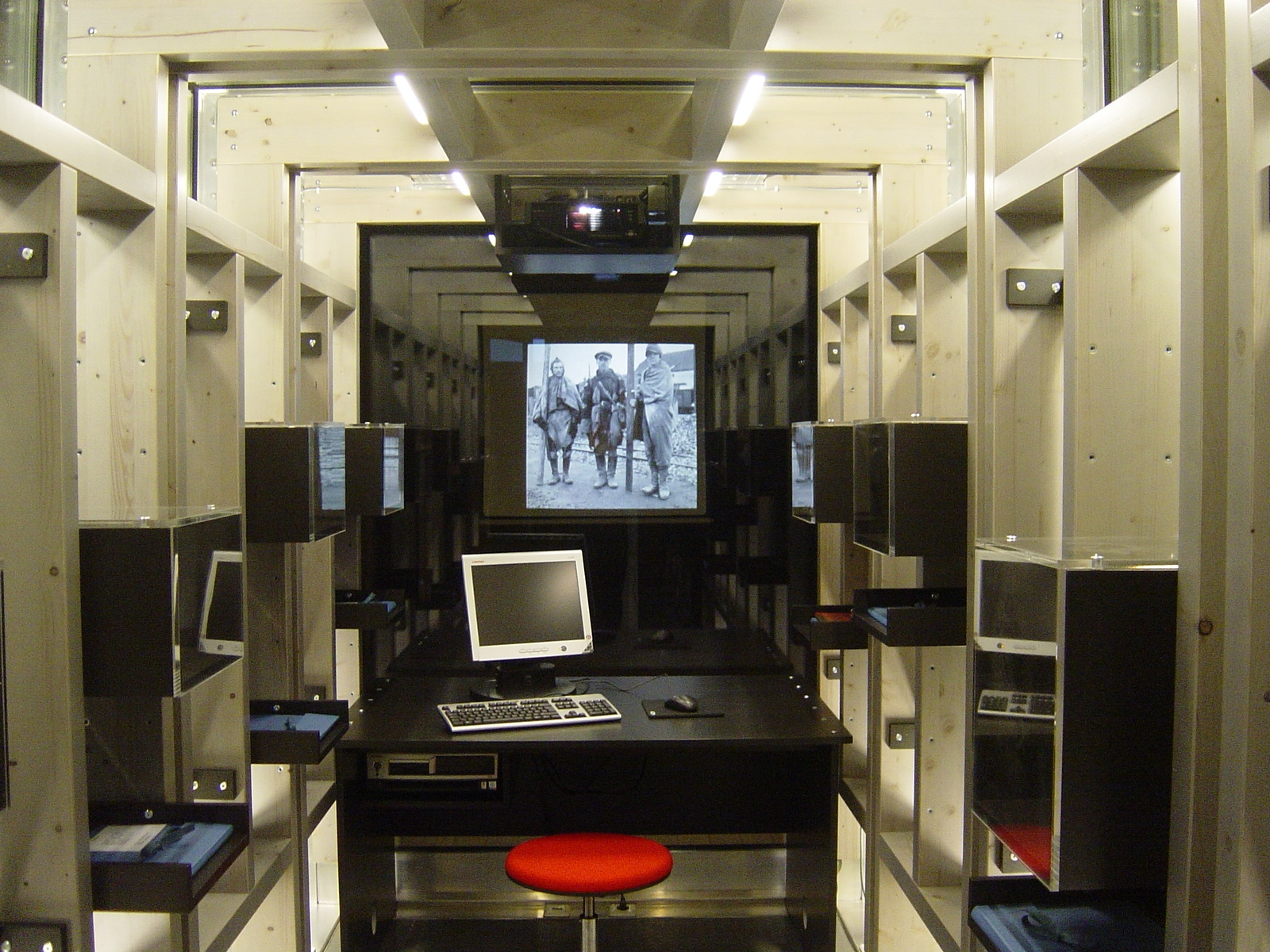
Gedenkstätte Ehrenhain Zeithain (Sachsen) - Begehbare Vitrine (Ausstellungsarchitektur, Foto: Ruairí O'Brien)

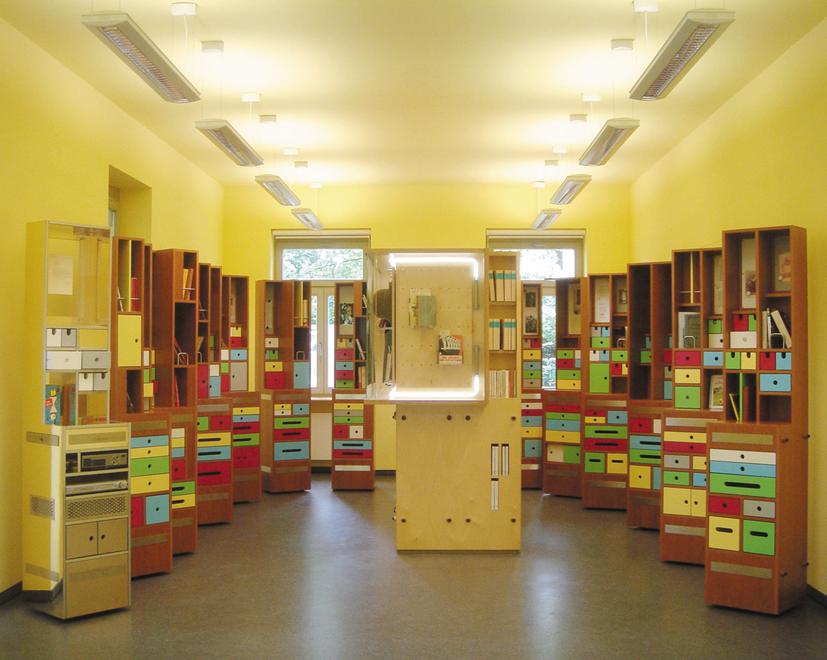
Erich Kästner Museum - mobiles, interaktives micromuseum (Architekt: Ruairí O'Brien)

Kunst / Lichtkunst / Lichtpoesie / Theaterprojekte
- Lichtmasterplan Poetika auf der Luminale (2010/2012)[25] in Frankfurt am Main/Hessen
- „Arcades Project“ Lichtpoesie-Performance als Hommage an Walter Benjamins Passagen-Werk zu Bardinale Flows mit dem Komponisten und Musiker Günter Heinz und dem Video- und Medienkünstler Konstantinos Antonios Goutos in der Blauen Fabrik in Dresden (2009)[26]
- "8 windows 9 doors" - Lichtskulptur zum 20. Jubiläum der Friedlichen Revolution in der Gedenkstätte Bautzner Straße in Dresden (2009).
- "microlightsculpture 09 - Feuer" – Lichtskulptur als Hommage an die Dichterin Elke Erb zu Bardinale flows in Dresden (2008)[27][28]
- „Himmelsfenster“ - lichtpoetische Skulptur für Lucas Cranach in Kronach/Bayern (2008)[29]
- „Tag + Nacht“ Lichtpoesie-Performance als Hommage an Samuel Beckett zur Bardinale mit Light and Word als Aufführung im öffentlichen Raum in Dresden (2006)[30]
- "Städte am Meer" Lichtpoesie-Performance zur Bardinale im Staatsschauspiel / Kleines Haus Dresden mit Ronald Lippok (Klang) und Thomas Kunst (Text), Dresden (2005)[31]

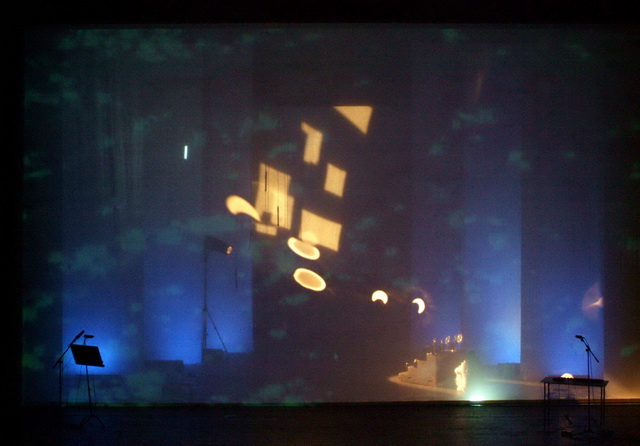
Lichtpoesie-Performance "Städte am Meer", Staatsschauspiel Dresden / Kleines Haus, 2005 (Lichtkünstler: Ruairí O'Brien)

- „eating the light“ - Lichtskulptur zur Belebung des Lingner Schlosses in Dresden (2005)[32]
- Lichtpoesiefestival „Light and Word“ (seit 2004)[33][28]
- „Eis + Finsternis“ Lichtpoesie-Performance als Hommage an Christoph Ransmayr zur Bardinale mit Light an Word in der Scheune in Dresden (2004)[34]
- „Unsichtbare Städte“ Lichtpoesie-Performance als Hommage an Italo Calvino zur Bardinale auf der Augustusbrücke und in der Scheune, Dresden (2003)[35]
- "microlightsculpture 02" – Lichtskulptur als Hommage an die dänische Lyrikerin Inger Christensen, Dresden (2002)

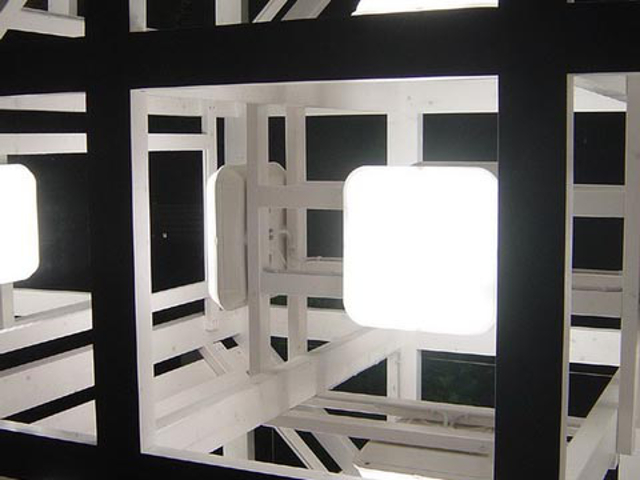
Microlightsculpture 02 - Hommage an Inger Christensen, 2002 (Lichtkünstler: Ruairí O'Brien)

- "microlightsculpture 01" – Lichtskulptur zum Schweriner Kultursommer, Schwerin/Mecklenburg-Vorpommern (2002)[36]
- The GiftGarden – wachsendes, interaktives Gesellschaftskunstwerk (seit 2002)[37] zum Thema Umweltpolitik
- „Baustelle Deutschland“ als Teil der Dauerausstellung im Zeitgeschichtlichen Forum Leipzig (2000)[38]
- „Interaktiv Raum 3+4“ – Architektur-Theater-Tanz-Projekt im Projekttheater Dresden (1998)[39]

## Ausstellungen
- 2016 - "Zwei Handschriften, verwickelt" - Winterschau 2016, Gemeinschaftsausstellung von Ruairí O’Brien & Niels-Christian Fritsche, Haus der Architekten, Dresden
- 2015 - Licht / Light, Arbeiten auf Papier, Objekte, Lichtkunst, Galerie Oben, Chemnitz
- 2015 - Licht und Dunkelheit, Arbeiten auf Papier, Objekte, Lichtkunst zur Bardinale "Afrika", Literaturhaus Dresden
- 2015 - Dualität, Lichtkunst, im Rahmen der Ausstellung "28 Tage Dunkel" Architektursommer Sachsen, Tapetenwerk Leipzig
- 2007 - microTESTATMENT, interdisziplinäre Werkschau mit Zeichnungen-Malerei-Architektur-Lichtkunst, Blaue Fabrik, Dresden,[40]
- 1999 - Paintings - Spatial Workshop, Malerei, Kulturrathaus Dresden,
- 1997 - Die Süße des Fremden, Malerei, Kunsthalle Dresden und Literaturwerkstatt Berlin,
- 1987 - Pen and ink drawings, Royal Academy of Arts, Summer Exhibition, London

## Auszeichnungen
- 2009 - architektourpreis 2009 (Anerkennung) für die Hologrammfassade Stadtspeicher in Jena,[41]
- 2002 - Museumspreis des hbs kulturfonds in der Niedersächsischen Sparkassenstiftung für das Erich Kästner Museum[42]